# Martin Storz
Martin Storz (* 14. Dezember 1900 in Rottenacker; † 6. August 1995 in Tübingen) war ein deutscher Landwirt, Verwaltungsbeamter und Politiker (CDU).

## Leben
Martin Storz wurde als Sohn eines evangelischen Pfarrers geboren. Nach dem Besuch des Realgymnasiums in Ulm absolvierte er zunächst eine landwirtschaftliche Lehre und nahm dann ein Studium an der Landwirtschaftlichen Hochschule Hohenheim auf. 1922 wurde er Mitglied des Hohenheimer Wingolf. Nach  Abschluss seines Studiums trat er 1926 trat  in den württembergischen Staatsdienst ein und war als Beamter in verschiedenen Landwirtschaftsschulen tätig. 1936 wurde er als Oberlandwirtschaftsrat Leiter des Landwirtschaftsamtes in Künzelsau.
Nach dem Zweiten Weltkrieg trat Storz in die CDU ein. Von 1952 bis 1953 war er Mitglied der Verfassunggebenden Landesversammlung und von 1953 bis zu seiner Mandatsniederlegung am 4. September 1961 Abgeordneter des Wahlkreises Öhringen im Landtages von Baden-Württemberg. Für ihn rückte Gottlieb Frank ins Parlament nach. Von 1961 bis 1965 wirkte Storz als Ministerialdirigent im Ministerium für Ernährung, Landwirtschaft und Forsten des Landes Baden-Württemberg. Des Weiteren war er von 1953 bis 1959 Vorsitzender des Verbandes Deutscher Akademiker für Ernährung, Landwirtschaft und Landespflege.
Martin Storz war seit 1929 mit Elisabeth Habicht verheiratet. Aus dieser Ehe gingen 3 Söhne hervor. Seit 1939 war er mit Renate Habicht verheiratet. Aus der Ehe gingen nochmal 3 Kinder hervor, zwei Töchter und ein Sohn. Sein älterer Bruder Gerhard Storz war ebenfalls CDU-Politiker und von 1958 bis 1964 Kultusminister des Landes Baden-Württemberg.

## Ehrungen
- 1966: Großes Verdienstkreuz der Bundesrepublik Deutschland